# David Parlett
David Parlett, född 1939, är en brittisk spelkonstruktör.
Parlett har uppfunnit följande spel:
- Abstrac (kortspel)
- Agnar och vete (patiens)
- Black hole (patiens)
- Bugami (kortspel)
- Jacko (kortspel)
- Kontrabluff (kortspel)
- Nittionio (kortspel)
- Squint (kortspel)